# Amara avida
Amara avida là một loài bọ cánh cứng trong chi Amara thuộc họ Carabidae.